# Wystan Curnow
Wystan Curnow ( Wystan Tremayne Le Cren Curnow ) né à Christchurch en 1939, est un poète, critique littéraire, directeur de collection et commissaire d'expositions néo-zélandais.

## Biographie
Wystan Curnow est le fils d'Allen Curnow,, journaliste, poète et professeur à l'université d'Auckland, et de la peintre Betty Curnow.
Après ses études secondaires à la Takapuna Grammar School d'Auckland, Wystan Curnow s'inscrit à l'université d'Auckland où il obtient en 1961 son Master of Art, ensuite, il réalise des études doctorales à l'université de Pennsylvanie, il y  soutiendra avec réussite son doctorat (Ph.D) en 1970.
En 1961, il épouse Susan Matthews.
Ses poèmes articles sont publiés par divers revues et magazines : Jacket2, London Review of Books, Art New Zealand
Wystan Curnow est professeur à l'université de Rochester et à l'université York (Toronto) avant de rejoindre le corps professoral de l'université d'Auckland où il enseigne la littérature contemporaine, par ailleurs, il anime des séminaires à l'université de Californie à San Diego et à l'université de New York à Buffalo. Il prend sa retraite de son poste d'enseignant à l'université d'Auckland, et devient professeur émérite.

## Œuvres

### Recueils de poésie
- Back in the USA : Poems 1980-82, Wellington, Nouvelle Zélande, Black Light Press, 1989, 34 p. (OCLC 38347496),
- Cancer Daybook, Auckland, Nouvelle Zélande, Van Guard Xpress, 1er janvier 1989, 76 p. (ISBN 9780908836000, lire en ligne),
- Castor Bay : Pictures and Proses, Auckland, Holloway Press,, coll. « Holloway poetry series, no. 1 », 1er janvier 1996, 30 p. (OCLC 154659040),
- Modern Colours, Auckland, Jack Books, 1er janvier 2005, 54 p. (ISBN 9780473102548, lire en ligne),
- The Art Hotel, éd. split/fountain, 2014,

### Essais
- Essays on New Zealand literature, Auckland, Nouvelle Zélande, Heinemann Educational Books, 1er janvier 1973, 208 p. (ISBN 9780435181956, lire en ligne),
- Wystan Curnow & Jim Allen, New Art : Some Recent New Zealand Sculpture : A Past Object of Art, Intl Specialized Book Services, 1er janvier 1993, 112 p. (ISBN 9780424000930),
- Imants Tillers and the 'Book of power', Sydney, Craftsman House, 1998, 180 p. (ISBN 9789057032714, lire en ligne),
- Wystan Curnow & Leigh Davis, Te Tangi a te Matuhi, Auckland, Jack Books, 1er janvier 1999, 269 p. (ISBN 9780473058821),
- Stephen Bambury, Nelson, Nouvelle Zélande, Craig Potton Publishing, 30 septembre 2000, 230 p. (ISBN 9780908802562),
- Wystan Curnow & John Yau, Max Gimblett, Auckland, Craig Potton Publishing, 1er décembre 2000, 172 p. (ISBN 9780908802944),
- Christina Barton &  Robert Leonard (dir.), The Critic's Part : Wystan Curnow Art Writings 1971–2013, Wellington, Nouvelle Zélande, Victoria University Press, 1er janvier 2015, 512 p. (ISBN 9780864739322),

### Éditeur et beaux livres
- Wystan Curnow & Caterina Riva (photogr. Andrew Kennedy & Blaine Western), A Hollow Action, a Room held together by Letters, Auckland, Artspace, 2014, 88 p. (ISBN 9780958280488),
- The Long Dream of Waking: New Perspectives on Len Lye, éd. Canterbury University Press, 2017.

### Plaquettes
- Wystan Curnow, I will need Words : Colin McCahon's word and number paintings, Sydney, National Art Gallery New Zealand, 1984, n.c. (ISBN 9780959760750),
- Wystan Curnow & Gregory Burke, As Good as Gold : Billy Apple, Art Transactions, 1981-1991, Wellington, Wellington City Art Gallery, 1991, 83 p. (ISBN 9780908818150),
- Wystan Curnow & Dorine Mignot, Under Capricorn - The World Over, Amsterdam, Pays-Bas, Stedelijk Museum Amsterdam, coll. « Catalogus Stedelijk Museum Amsterdam », 1996, 168 p. (ISBN 9789050061070),
- Wystan Curnow & William McAloon, Necessary correction : Colin McCahon, Stephen Bambury, Helmut Federle : 13 September-7 December, 1997, Auckland, Auckland Art Gallery, 1er janvier 1997, 16 p. (ISBN 9780864632234),
- Wystan Curnow, Phil Dadson, piano, Christchurch, Robert McDougall Art Gallery, 2000, n.c. (ISBN 9780908874606),
- Wystan Curnow & Billy Apple, Tales of gold : the tale of Ray : an installation by Billy Apple with Wystan Curnow, Auckland, Billy Apple, 2006, 7 p. (ISBN 9780958255615),
- Wystan Curnow & Gregory Burke (ill. Lawrence Weiner), Lawrence Weiner : The Other Side of A Cul-De-Sac, Toronto, The Power Plant, 31 juillet 2009, 48 p. (ISBN 9781894212250),
- Wystan Curnow & Catarina Riva (photogr. Andrew Kennedy & Blaine Western), A Hollow Action, a Room held Together by Letters, Auckland, Artspace, 2014, 88 p. (ISBN 9780958280488),

### Articles
- « Romanticism and Modern American Criticism », Studies in Romanticism, vol. 12, no 4,‎ 1973, p. 777-799 (23 pages) (lire en ligne ),
- « A Brief Description of Poetry in New Zealand », boundary 2, vol. 26, no 1,‎ printemps 1999, p. 75-78 (4 pages) (lire en ligne ),
- « 'The Something Startled Rise of Birds' : A Tribute to Leigh Davis, 1955 - 2009 », Journal of New Zealand Literature (JNZL), no 27,‎ 2009, p. 17-24 (8 pages) (lire en ligne ),
- « Billy Apple, Typography and the Embodied Word », Journal of New Zealand Literature (JNZL), no 34.2,‎ 2016, p. 171-211 (41 pages) (lire en ligne ),
- « Venetian Correspondences », Journal of New Zealand Literature (JNZL), no 37.2,‎ 2019, p. 26-43 (18 pages) (lire en ligne ),

### Documents audiovisuels et radiophoniques
- Wystan Curnow - Life and Influences, interview pour Radio New Zealand (RNW), 2014[15],
- Interviews et lectures (Readings)  sur le site PennSound de l'Université de Pennsylvanie[16].

## Distinctions
En  2005, il est élevé au grade de compagnon du New Zealand Order of Merit.